# Chloropsina nigricollis
Chloropsina nigricollis är en tvåvingeart som först beskrevs av Frey 1923.  Chloropsina nigricollis ingår i släktet Chloropsina och familjen fritflugor. Inga underarter finns listade i Catalogue of Life.